# Lac Mirror (Californie)
Pour les articles homonymes, voir Lac Mirror.
Le lac Mirror (en anglais : Mirror Lake) est un lac américain du comté de Mariposa, en Californie. Lac saisonnier situé dans le canyon Tenaya à 1 249 mètres d'altitude, il est protégé au sein du parc national de Yosemite. C'est une propriété contributrice au district historique dit « Yosemite Valley », lequel est inscrit au Registre national des lieux historiques depuis le 14 décembre 2006.